# تپه عابد گولی
تپه عابد گولی مربوط به دوره ساسانیان است و در شهرستان خدابنده، بخش سجا سرود، روستای چراغ حصاری واقع شده و این اثر در تاریخ ۱۷ اسفند ۱۳۸۱ با شمارهٔ ثبت ۷۵۰۲ به‌عنوان یکی از آثار ملی ایران به ثبت رسیده است.